# Бледсо (округ)
Округ Бледсо (англ. Bledsoe County) располагается в штате Теннесси, США. Официально образован в 1807 году. По состоянию на 2010 год, численность населения составляла 12 876 человек.

## География
По данным Бюро переписи США, общая площадь округа равняется 1054,131 км2, из которых 1051,541 км2 — суша, и 0,300 км2, или 0,100 % — это водоёмы.

## Население
По данным переписи населения 2000 года в округе проживает 12 367 жителей в составе 4430 домашних хозяйств и 3313 семей. Плотность населения составляет 12,00 человек на км2. На территории округа насчитывается 5 142 жилых строений, при плотности застройки около 5,00-ти строений на км2. Расовый состав населения: белые — 94,44 %, афроамериканцы — 3,70 %, коренные американцы (индейцы) — 0,38 %, азиаты — 0,11 %, гавайцы — 0,02 %, представители других рас — 0,19 %, представители двух или более рас — 1,15 %. Испаноязычные составляли 1,12 % населения независимо от расы.
В составе 31,30 % из общего числа домашних хозяйств проживают дети в возрасте до 18 лет, 61,50 % домашних хозяйств представляют собой супружеские пары, проживающие вместе, 9,10 % домашних хозяйств представляют собой одиноких женщин без супруга, 25,20 % домашних хозяйств не имеют отношения к семьям, 22,10 % домашних хозяйств состоят из одного человека, 9,20 % домашних хозяйств состоят из престарелых (65 лет и старше), проживающих в одиночестве. Средний размер домашнего хозяйства составляет 2,53 человека, и средний размер семьи 2,94 человека.
Возрастной состав округа: 23,10 % — моложе 18 лет, 8,40 % — от 18 до 24, 31,30 % — от 25 до 44, 25,80 % — от 45 до 64, и 25,80 % — от 65 и старше. Средний возраст жителя округа — 37 лет. На каждые 100 женщин приходится 121,00 мужчин. На каждые 100 женщин старше 18 лет приходится 121,30 мужчин.
Средний доход на домохозяйство в округе составлял 28 982 USD, на семью — 34 593 USD. Среднестатистический заработок мужчины был 26 648 USD против 20 639 USD для женщины. Доход на душу населения составлял 13 889 USD. Около 14,90 % семей и 18,10 % общего населения находились ниже черты бедности, в том числе — 21,00 % молодежи (тех, кому ещё не исполнилось 18 лет) и 23,20 % тех, кому было уже больше 65 лет.